# 去臺灣化
去臺灣化，是近代臺灣使用的政治術語。1945年起，中華民國接管臺灣，其後因國共內戰，中華民國首都自南京市遷至臺灣省臺北市，而後因聯合國2758號決議，中華人民共和國開始被廣泛承認代表中國，中華民國轉而建立對臺灣的認同意識。中華民國中央政府部分機構網站上，在前任民主進步黨的陳水扁政府執行臺灣正名運動下，加註「中華民國（台灣）」。2008至2016年，中國國民黨的馬英九政府執政期間，改回原先的「中華民國」，且將扁政府去中國化的行為多數取消，其後又主導修改高中歷史課程綱要，以中華文化為主體建構臺灣史，教育部則認為修改課綱是為了符合史實、回歸中華民國憲法原則。

## 行動
其行動主要上，是盡可能不用通用簡稱台灣來取代正式國名中華民國。

### 去中國化的取消
馬英九政府把臺灣郵政改回原名中華郵政等。
擷取，中華郵政全球資訊網資訊。內文中提到：
民國96年(西元2007年)2月9日改名為「臺灣郵政股份有限公司」，惟郵政四法之修法程序未完成，致更名後之公司名稱與法定名稱不符，民國97年(西元2008年)8月1日，再依法回復法定名稱為「中華郵政股份有限公司」。 其間雖有名稱更迭，但郵政之權利、義務、業務經營以及對民眾的服務皆不受影響。

### 課綱的調整
針對中華民國政府在戒嚴時期的白色恐怖作為，於公民科課綱消去不提 。

#### 高中歷史課綱
其調整方案主要包含：「中國」改為「中國大陸」、「荷西治台」改為「荷西入台」、日本統治時期增加「殖民」兩字，淡化日本對台建設，增加殖民政府對台灣人民經濟與土地的侵害，以及多數貿易由日本商社壟斷。並在課綱敘述臺灣文化時，以中華文化為主體，主張台灣史與中國史合併成本國史。且敘明婦女是『被迫』做慰安婦。

### 日本殖民統治時期簡稱爭議
馬英九任內授意行政院，基於「維護中華民國國家主權和民族尊嚴」，要求中華民國政府於公文書中，統一使用日據時期稱呼日本殖民統治臺灣時期。綠營政黨多數反對之。
教育部對於高中課本，採用日治、日據為簡稱者，皆予通過。

### 教育局處長會議手冊事件
2012年7月26日，台南市承辦2012年全國教育局處長會議，其設計的大會手冊封面，有揹弓箭的平埔族人與台灣圖案。馬英九政府教育部要求修改，認為揹著弓箭有暴力傾向，台灣圖案有台獨意識的疑慮。

### 台灣原住民爭議
在2014年教育部的高中文史課綱微調案中，支持歷史課綱調整的團體，抗獨史陣線成員林明正，主張將台灣原住民納入「中國少數民族」之一，名稱改以高山族取代。引起台灣原住民團體的抗議。
2015年4月5日，新黨主席郁慕明率由台灣原住民青年組成的參訪團，參加在中國大陸舉行的清明公祭軒轅黃帝典禮，引起外界批評。原民會主委林江義認為黃帝非台灣原住民族的先祖，批評讓台灣原住民青年去參拜黃帝的舉動。

### 漢民族主義
針對增加漢人來臺，鄭氏統治改為明鄭統治，清廷治台等把台灣納入中國朝代史觀內容被認為是漢民族主義。

### 中華台北隊
台灣在國際體育比賽的隊名中華台北隊，也被視為是去台灣化的表現，因為中華台北與中國台北在英文翻譯都一樣是英語：，對於慣用英文的國際世界來說，台灣的體育隊伍在國外都會被認為是中國的一部分。

### 國際航空公司更名事件
2018年4月25日中國民用航空局發函國際航空公司，要求各家國際航空公司在2018年7月25日前將台灣機場的名稱去除「台灣」並更改台灣的機場國家為「中國」，其中四項規定分別為：
- 國家或國家地區類別中不得將「台灣」與「中國」並列，出現台灣的名稱時只能使用「中國台灣」或「中國台灣地區」
- 中國地圖必須包括台灣，台灣地圖標示顏色要與中國相同
- 台灣機場在航線目的地不能將台灣與中國並列，但可以使用中國航點、中國台灣地區航點稱呼台灣機場
- 禁止將台灣劃分入其他（東南亞）地區，必須將台灣列入中國地區的目錄底下

到2018年7月25日共有44家國際航空公司更改台灣航站名稱，包括19家航空公司更改台灣為中國台灣或是直接去除台灣，只留下城市名稱。

## 評價
馬英九與藍營人物認為「去台灣化」其實是「去意識形態化」，但部分人物如顏建發認為其行為和臺灣現況有落差。

## 資料來源
1. ↑  周佩虹. . ETtoday新聞雲. 2012-06-11  [2015-08-03]. （原始内容存档于2019-05-02） （中文（臺灣））.
2. ↑  . the new lens 關鍵評論. 2015-04-20  [2017-07-12]. （原始内容存档于2019-05-02） （中文（臺灣））.
3. ↑  蔡寬裕：馬政府強暴台灣社會 （页面存档备份，存于），記者李欣芳／台北報導，自由時報，2014-02-21
4. ↑  嚴思琪. . BBC中文網. 2014-01-27.
5. ↑  微調偷渡大中國意識 學者籲正視台灣人的歷史 （页面存档备份，存于），記者曾韋禎，自由時報，2015-06-07
6. ↑  教科書去台灣化 國台辦隔海呼應馬 （页面存档备份，存于），記者陳慧萍、蘇永耀，自由時報，2012-06-14
7. ↑  教科書/馬:台獨化皇民化內容應刪除 （页面存档备份，存于），中評社台北，2012-07-12
8. ↑  到底在反什麼？　2大重點看黑箱程序、歷史課綱爭議 （页面存档备份，存于），記者陶本和／綜合報導，ETtoday東森新聞雲，2015-07-31
9. ↑  課綱修正後教科書第一冊(高一上)修訂情形 （页面存档备份，存于），國家教育研究院。
10. ↑  黃文鍠、郭顏慧、胡清暉. . 聯合報. 2013年7月23日  [2013年7月23日]. （原始内容存档于2013年7月25日） （中文（臺灣））.
11. ↑  邱燕玲、陳璟民、湯佳玲、蘇芳禾. . 自由時報. 2013年7月23日  [2013年7月23日] （中文（臺灣））.[永久]
12. ↑  湯佳玲. . 聯合報. 2013年7月18日  [2013年7月22日]. （原始内容存档于2014年10月18日） （中文（臺灣））.
13. ↑  劉麗榮. . 中央社. 2013年7月18日  [2013年7月22日]. （原始内容存档于2013年7月21日） （中文（臺灣））.
14. ↑  黃文鍠、郭顏慧、胡清暉. . 自由時報. 2012年7月26日  [2012年7月26日]. （原始内容存档于2012年7月28日） （中文（臺灣））.
15. ↑  湯佳玲. . 民報. 2014年2月4日  [2014年2月11日]. （原始内容存档于2019年5月2日） （中文（臺灣））.
16. ↑  原民會主委：黃帝不是原住民祖先 （页面存档备份，存于），記者陳彥廷／台北報導，自由時報，2015-03-27
17. ↑  . 蘋果日報. 2015-08-01 （中文（臺灣））.
18. ↑  孫慶餘. . 風傳媒. 2017-08-14  [2018-07-25]. （原始内容存档于2019-05-02） （中文（臺灣））.
19. ↑  詹雅婷. . ETtoday新聞雲. 2018-07-25  [2018-08-01]. （原始内容存档于2020-11-04） （中文（臺灣））.
20. ↑  王秋燕. . 上報 UP Media. 2018-07-25  [2018-08-01]. （原始内容存档于2020-11-04） （中文（臺灣））.
21. ↑  . 蘋果日報. 2018-07-26  [2018-08-01]. （原始内容存档于2020-04-20） （中文（臺灣））.
22. ↑  顏建發.  (PDF). 台灣國際研究季刊 第6卷第2期: 71,76–77. 2010-11-10  [2018-01-31]. （原始内容存档 (PDF)于2014-05-13）.